# .local
El .local és un domini de primer nivell genèric usat pel protocol de xarxa mDNS que descobreix en els clients, també conegut en el món de Microsoft Windows com l'Active Directory o Directori Actiu que gestiona el DNS d'una xarxa corporativa interna.
Si un computador funciona amb Mac OS X aquest no és assignat pel servidor de DNS, això farà que s'identifiqui ell mateix com a hostname.local. El nom del client executant Mac OS pot ser mostrat i canviat a Compartir des del Panell de Control de Mac OS.